# Рейнгардт, Юрий Александрович
Юрий (Георгий) Александрович Рейнгардт (1897—1976) — участник Белого движения на Юге России, подпоручик Марковского полка.

## Биография
Сын орловского адвоката Александра Николаевича Рейнгардта, расстрелянного в Крыму в 1920 году.
Во время Первой мировой войны был студентом Лазаревского института восточных языков. По окончании Александровского военного училища 1 июня 1917 года был произведен в прапорщики. По особому ходатайству был сразу отправлен на фронт и определен в 175-й пехотный Батуринский полк, где назначен младшим офицером в 8-ю роту. Затем был начальником команды траншейных орудий в том же полку. В конце 1917 года входил в Алексеевскую организацию в Петрограде.
В ноябре 1917 года прибыл на Дон, где вступил в партизанский отряд полковника Чернецова, в январе 1918 года состоял в 1-м офицерском батальоне. Участвовал в 1-м Кубанском походе в 1-й роте Офицерского полка. В октябре 1918 года — в той же роте. 11 февраля 1919 года назначен в охрану великого князя Николая Николаевича, а 1 апреля того же года переведен в охранную роту при Ставке главнокомандующего ВСЮР. В мае 1919 года вернулся в Марковский полк, был назначен начальником команды разведчиков 4-го батальона. В августе 1919 года был назначен командиром роты во вновь сформированном 2-м Марковском полку. Подпоручик, был награждён орденом Св. Николая Чудотворца. На 18 декабря 1920 года — в составе Марковского полка в Галлиполи, осенью 1925 года — рядовой Корниловского полка в Болгарии.
В эмиграции в Бельгии. Работал шофером такси. Капитан. Писал рассказы-воспоминания о Гражданской войне, публиковавшиеся в журналах «Вестник первопоходника», «Связь по цепям марковцев» и «Первопоходник». Был членом редакционной коллегии журнала «Вестник первопоходника». Кроме того, писал стихи и сказки, занимался поэтическими переводами. Скончался в 1976 году в Брюсселе. Сохранившиеся произведения Ю. А. Рейнгардта были опубликованы отдельным сборником в 2010 году.

## Семья
С 1928 года был женат на Ольге Ивановне Романовской (1910—1989), дочери генерала И. П. Романовского. Их дети:
- Сергий (1932—2006), окончил агрономический институт, был протодиаконом Никольского кафедрального собора в Брюсселе.
- Наталия (1929—2020), была переводчицей в бельгийском посольстве в Москве и личным секретарем Лилиан Бельс, второй супруги бельгийского короля Леопольда III. В 1950 году основала Русский любительский театр в Брюсселе, который бессменно возглавляла до конца своей жизни[1].